# San Polo di Piave
San Polo di Piave (San Poło in veneto) è un comune italiano di 4 858 abitanti della provincia di Treviso in Veneto.

## Storia
Le origini di San Polo vanno ricercate nell'epoca romana: i primi centri abitati, infatti, godettero del transito della strada che da Oderzo raggiungeva Trento, passando per le attuali San Giorgio, Caminada e Tezze di Piave. Lungo il suo tracciato, non ancora ben definito, è stato rinvenuto vario materiale archeologico come mattoni e embrici.
Dopo la distruzione di Oderzo da parte dei Longobardi (667), la zona venne spartita tra i vescovi di Treviso e Ceneda. La pieve di San Polo, invece, rappresentò un'isola territoriale soggetta al patriarca di Aquileia, in quanto localizzata lungo il tragitto che il prelato percorreva per raggiungere Pavia, capitale del regno Longobardo. In effetti, dalla località si poteva arrivare facilmente a un guado sul Piave e di lì alla via Postumia.
Nel XIV secolo una serie di eventi politici pose fine al potere temporale (ma non ecclesiastico) del patriarca e attorno al 1388 San Polo passò stabilmente sotto la Repubblica di Venezia.
L'11 marzo 1452 il paese divenne sede di un piccolo feudo assegnato a Cristoforo da Tolentino, capitano di ventura che combatté sotto le insegne della Serenissima. Estintasi la sua discendenza, nel 1506 la contea fu assegnata ai Gabrieli, i quali vi permasero per tre secoli. 
Pietro Antonio Aliprandi, marito di Elisabetta Rossi, nel 1758 si stabilì a San Polo di Piave. In quest'ultima località gli Aliprandi sono stati proprietari del Palazzo Gabrieli e nel cimitero é presente la loro cappella gentilizia.
L'ultimo conte di San Polo fu Angelo Maria Gabrieli, morto il 9 dicembre 1805.
Pur avendo perso ogni prerogativa amministrativa, il feudo continuò a sussistere come proprietà terriera sino a pochi decenni fa. Dopo l'estinzione dei Gabrieli, fu acquistato dapprima dai Vivante, banchieri veneziani di stirpe ebraica, quindi per due terzi dai Papadopoli e per un terzo dai nobili veneti Mioni; dopo la grande guerra tutte le proprietà costituenti l'ex feudo sampolese vennero acquistate dai Giol (sia i Mioni che i Giol ebbero un ruolo anche nell'amministrazione locale). Solo il 26 giugno 1971 la vasta proprietà venne smembrata tra gli ex mezzadri.

### Simboli
Lo stemma e il gonfalone sono stati adottati con deliberazione del Consiglio Comunale n. 103 del 21 ottobre 1986 e concessi con decreto del presidente della Repubblica n. 3773 del 4 giugno 1987.
Il gonfalone è un drappo di rosso.

## Monumenti e luoghi d'interesse

### religiosi
- Chiesa della Conversione di San Paolo

La chiesa della Conversione di San Paolo è la chiesa parrocchiale del paese (il toponimo "San Polo" è appunto da ricondurre alla pronuncia veneta del nome del santo patrono): l'edificio, gravemente danneggiato durante la prima guerra mondiale, è stato ricostruito nella prima metà del Novecento.
- Chiesetta di San Giorgio

In una località limitrofa al centro del paese si trova la chiesetta di San Giorgio, sita nell'omonima frazione, un tempietto devozionale del XV secolo che conserva al suo interno preziosi affreschi dell'artista Giovanni di Francia (figlio di Desiderio di Metz), tra i quali una suggestiva Ultima cena sulla cui mensa compaiono, accanto al pane e al vino, gamberi e pesci da fiume e suppellettili dettagliate, secondo una tradizione pittorica medievale tipica del territorio trevigiano.

### Civili
- Castello Papadopoli-Giol

Antistante la chiesa parrocchiale si trova il pittoresco castello Papadopoli-Giol, monumento simbolo del luogo. La struttura attuale, in stile neogotico e con giardino all'inglese, risale al XIX secolo ed è stata realizzata dalla famiglia greco-veneziana dei Papadopoli su un palazzo preesistente. La proprietà è in seguito passata al commendator Giovanni Giol, imprenditore vitivinicolo, ai cui discendenti il castello appartiene tuttora.

## Società

### Evoluzione demografica
Abitanti censiti

### Etnie e minoranze straniere
Al 31 dicembre 2017 gli stranieri residenti nel comune erano 801, ovvero il 16,2% della popolazione. Di seguito sono riportati i gruppi più consistenti:
1. Romania 273
2. India 163
3. Albania 85
4. Marocco 64
5. Senegal 37
6. Croazia 31
7. Kosovo 25

## Amministrazione

### Altre informazioni amministrative
La denominazione del comune fino al 1867 era San Polo.